# Basilica di Santa Maria della Misericordia
La basilica di Santa Maria della Misericordia è una chiesa dedicata alla Madonna della Misericordia di Macerata.
La chiesa primitiva sorse nel 1447 per voto della città di Macerata, al fine di far cessare la peste che imperversava nel territorio. Ricostruita nel 1497 in dimensioni maggiori, dopo pochi anni venne collocata all'interno la grande tela rappresentante la Madonna della Misericordia e i santi Sebastiano, Rocco, Andrea e Giuliano, tela giunta fino a noi.

## Storia
Negli anni compresi tra il 1736 e il 1741 l'oratorio del 1497, versando in pessime condizioni, venne demolito e ricostruito su disegno del celebre architetto Luigi Vanvitelli, unitamente alla munificenza del patrizio maceratese Guarniero Marefoschi. Dell'opera pittorica, dietro indicazione dello stesso Vanvitelli, furono incaricati successivamente il pittore Francesco Mancini di Sant'Angelo in Vado ed il Cav. Sebastiano Conca, napoletano. Nel luglio 1799 il Santuario fu depredato dai soldati della Prima Repubblica francese.
Nel 1860, su iniziativa del Comune, il Tempio vanvitelliano venne ampliato con l'aggiunta di un ambulacro, su disegno dell'architetto Giovanni Montini. Nel 1893, portati a termine i lavori dell'ambulacro, l'architetto fermano Giuseppe Rossi arricchì la facciata settecentesca con gli eleganti portici curvilinei. Nel settembre-novembre 1946, con la celebrazione del quinto centenario dall'erezione del tempietto votivo del 1447, la Sacra Immagine venne traslata per tutta la Diocesi. Il 16 novembre 1952, in riconoscimento della sua plurisecolare devozione mariana legata alla Basilica, Macerata venne proclamata «Città di Maria». L'avvenimento è ricordato dal mosaico della Vergine sul prospetto del Palazzo Civico e da due lapidi che recano incise le parole CIVITAS MARIAE.

## Descrizione

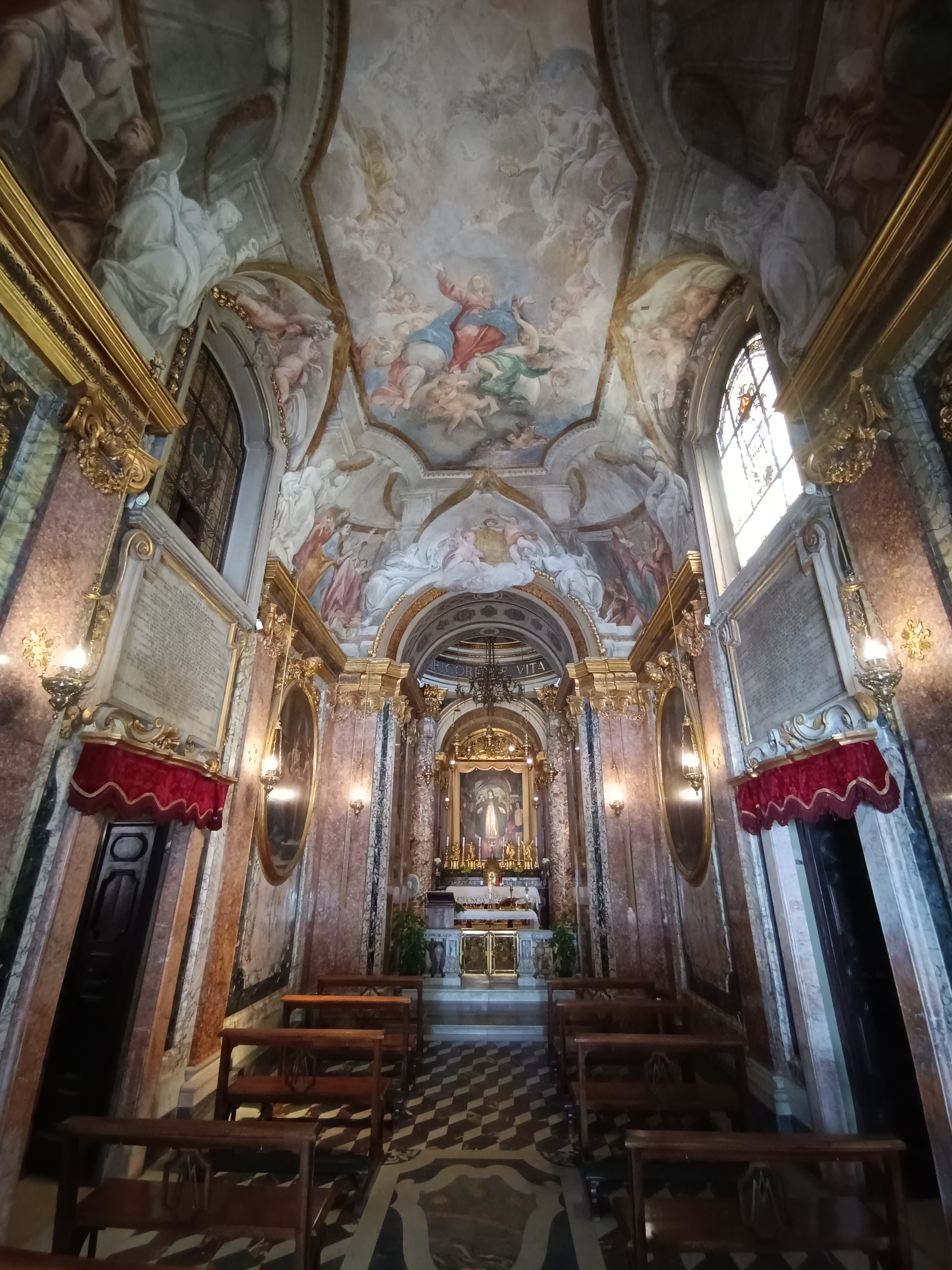
Veduta dell'interno.

L'interno, per quanto sia di piccole dimensioni, è assai vario nella sua conformazione: l'ingresso voltato introduce infatti in un'aula rettangolare le cui pareti sono intervallate da lesene ioniche; una leggerissima trabeazione con foglie d'acanto, riprodotte sulla superﬁcie bombata del fregio per mezzo di linee sottili, cinge l'intera sala. L'ambiente è impreziosito dalla presenza di materiali pregiati, quali il marmo rosa delle lesene o l'oro della trabeazione, e dalla presenza degli enormi ovali di Francesco Mancini. L'aula è altresì coperta da una volta a padiglione pregevolmente affrescata con effetti illusionistici dagli spunti emiliani, mentre ai lati due porte conducono ai corridoi perimetrali che circondano la chiesa. Un passaggio voltato introduce il fedele ad un angusto ma luminoso presbiterio quadrato, il cui cupolino è retto da quattro colonne corinzie di marmo bianco con strisce di nero. 
Gli affreschi della volta rappresentano una mossa cornice dalla forma di un ottagono allungato, attraverso cui è possibile intravedere un'eterea e luminosa Assunzione della Vergine Maria, avvolta da morbide nuvole e affiancata da una gioiosa compagnia di angeli. Le figure che affollano la volta nel settore compreso tra la cornice delle lesene e lo sfondato rappresentante l'Assunzione, racchiuse entro nicchioni ornati da valve di conchiglia e festoni, come le bianche statue accovacciate in trompe-l'œil raggiungono esiti quasi michelangioleschi.
All'altare maggiore è la venerata tela con la Madonna della Misericordia tra Santi, spesso ritenuta di autore anonimo o attribuita a vari pittori quali Perugino, Crivelli, Sinibaldo Ibi e Lorenzo Costa. Il dipinto, abraso e ridipinto in alcuni zone, è forse da ricondurre alla mano di Antonio Solario e databile ai primi anni del Cinquecento.

## Galleria d'immagini

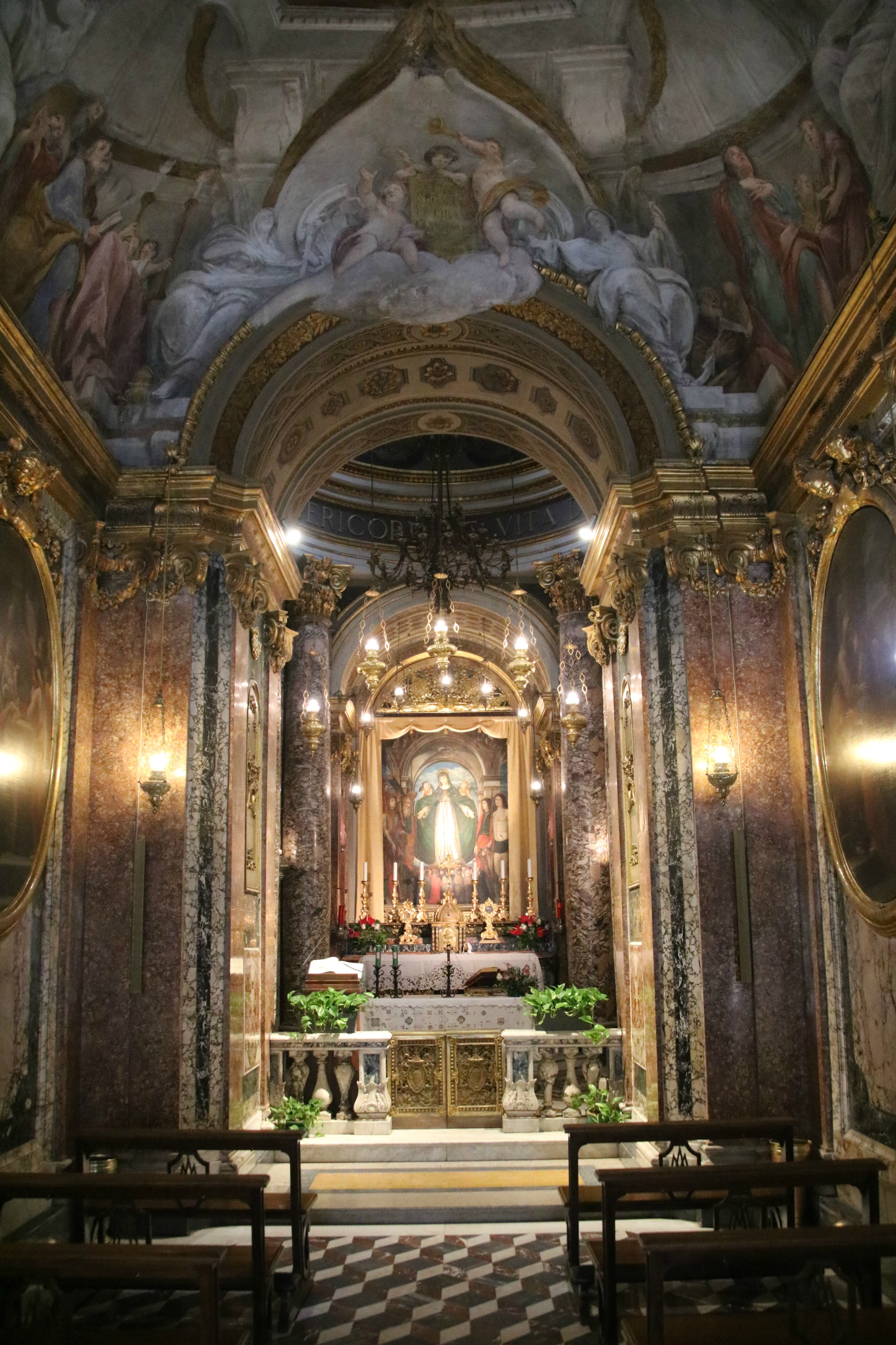
Vista dell'altare maggiore dall'aula
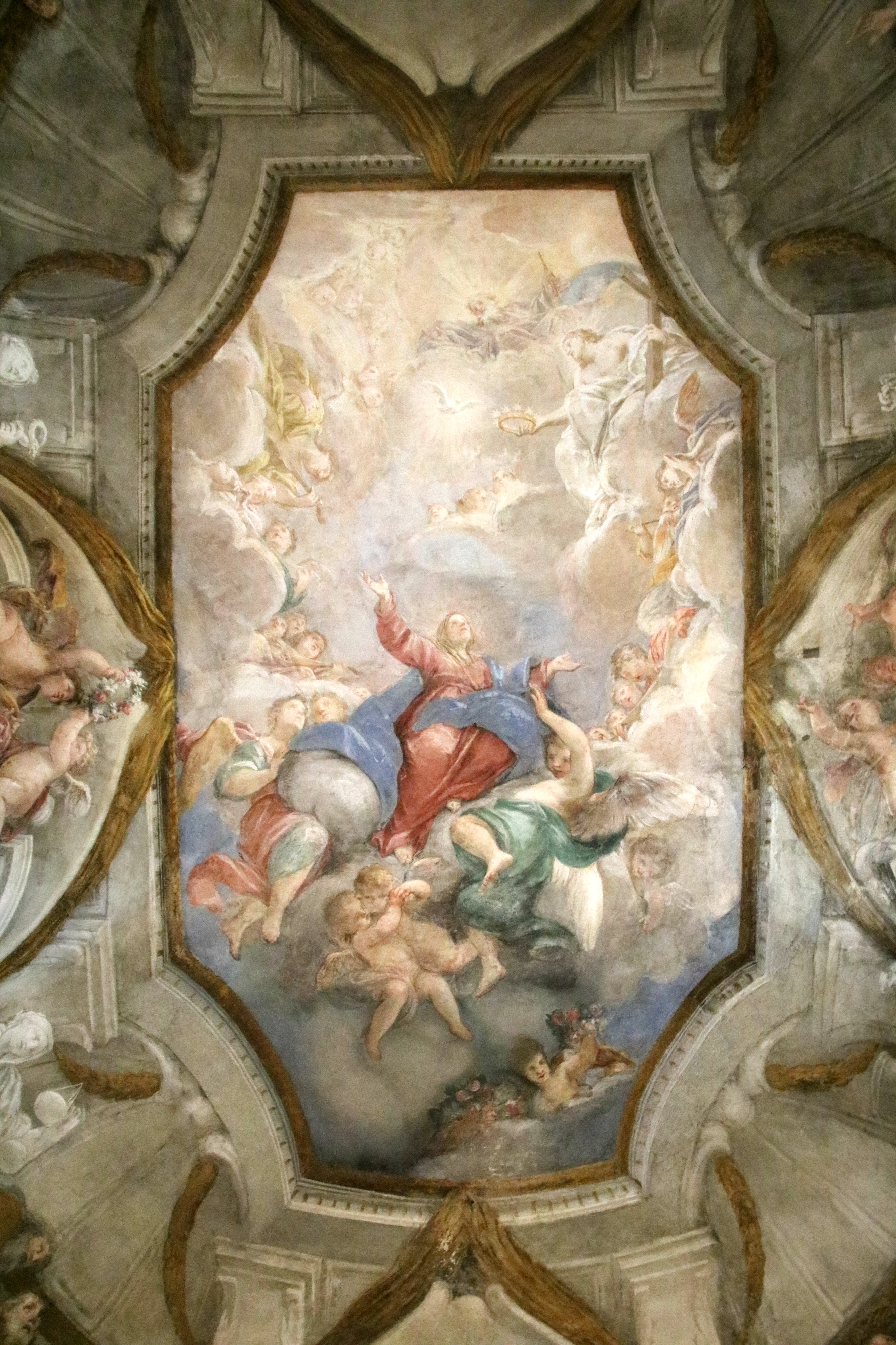
Affreschi della volta dell'aula
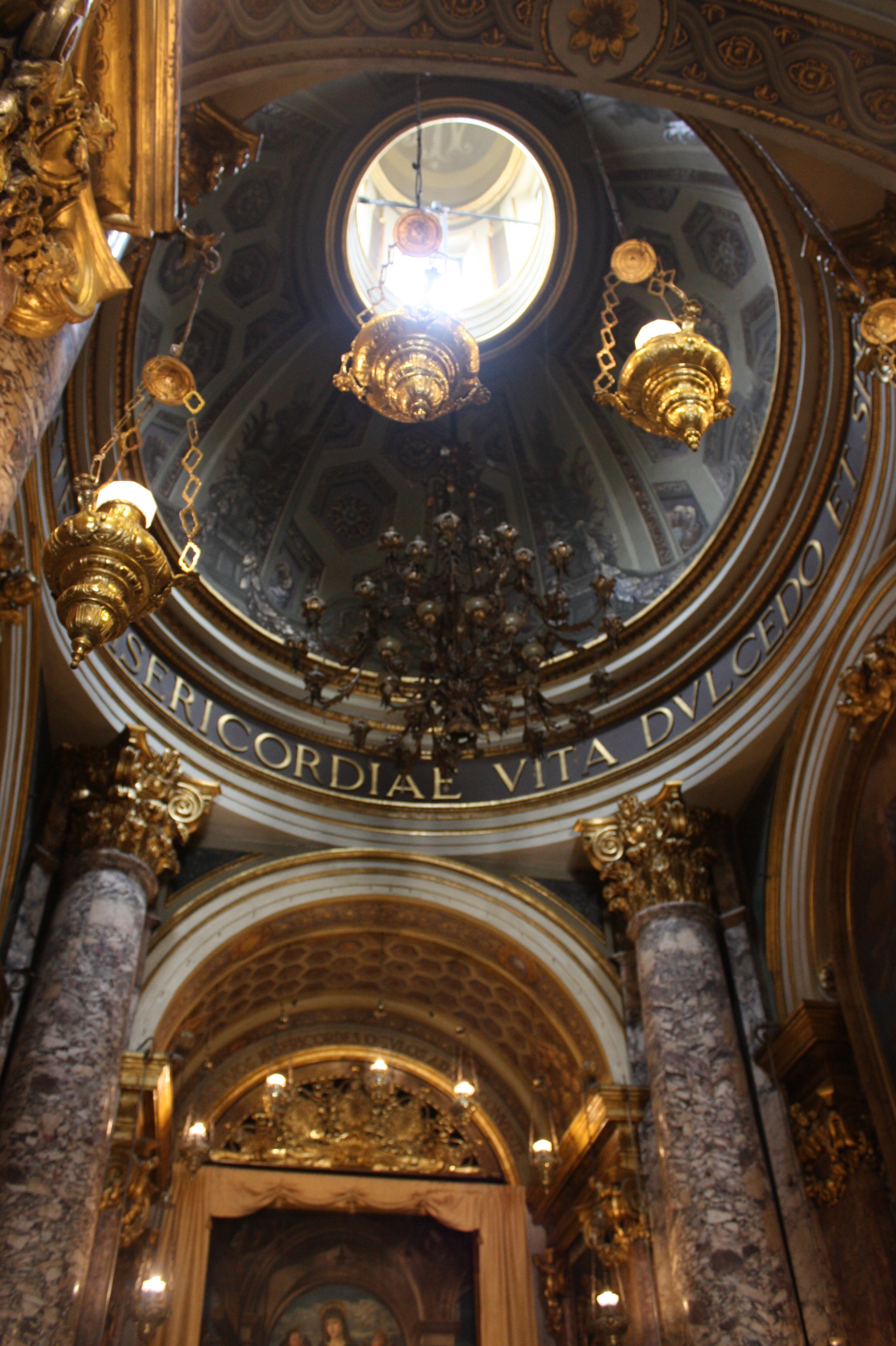
Vista del cupolino
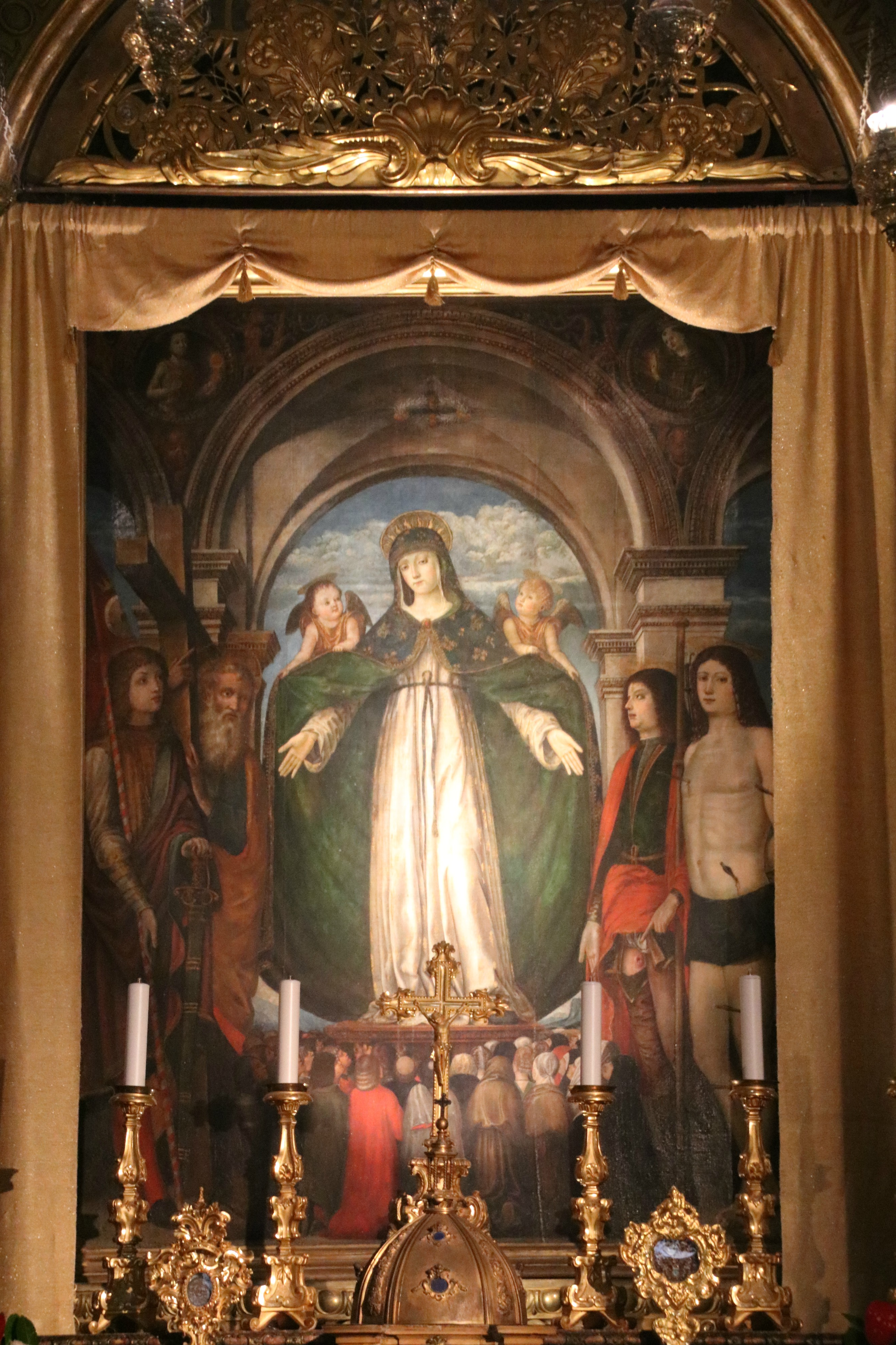
Anonimo del XV secolo, Madonna della Misericordia con Santi
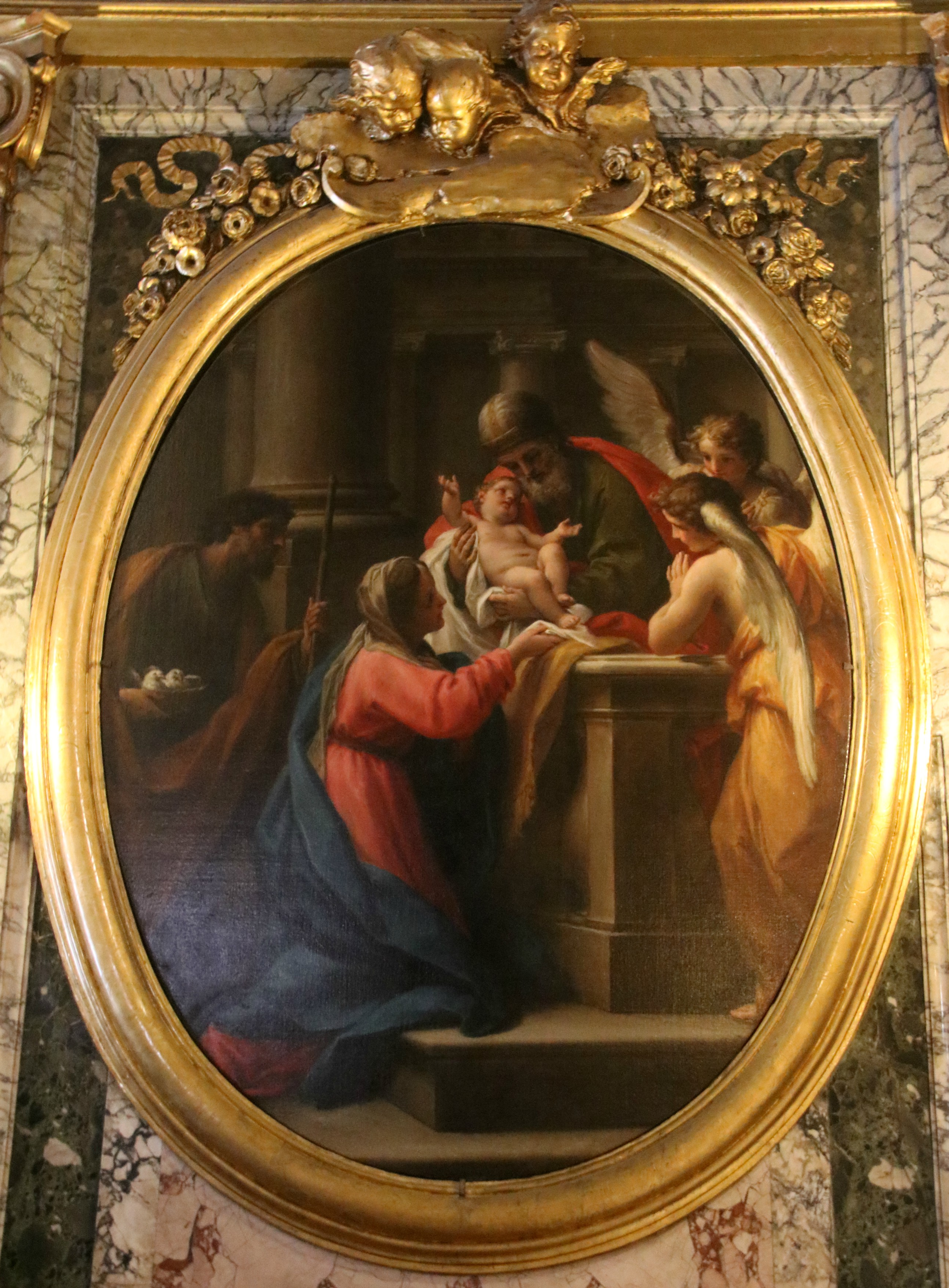
Francesco Mancini, Presentazione di Gesù al Tempio
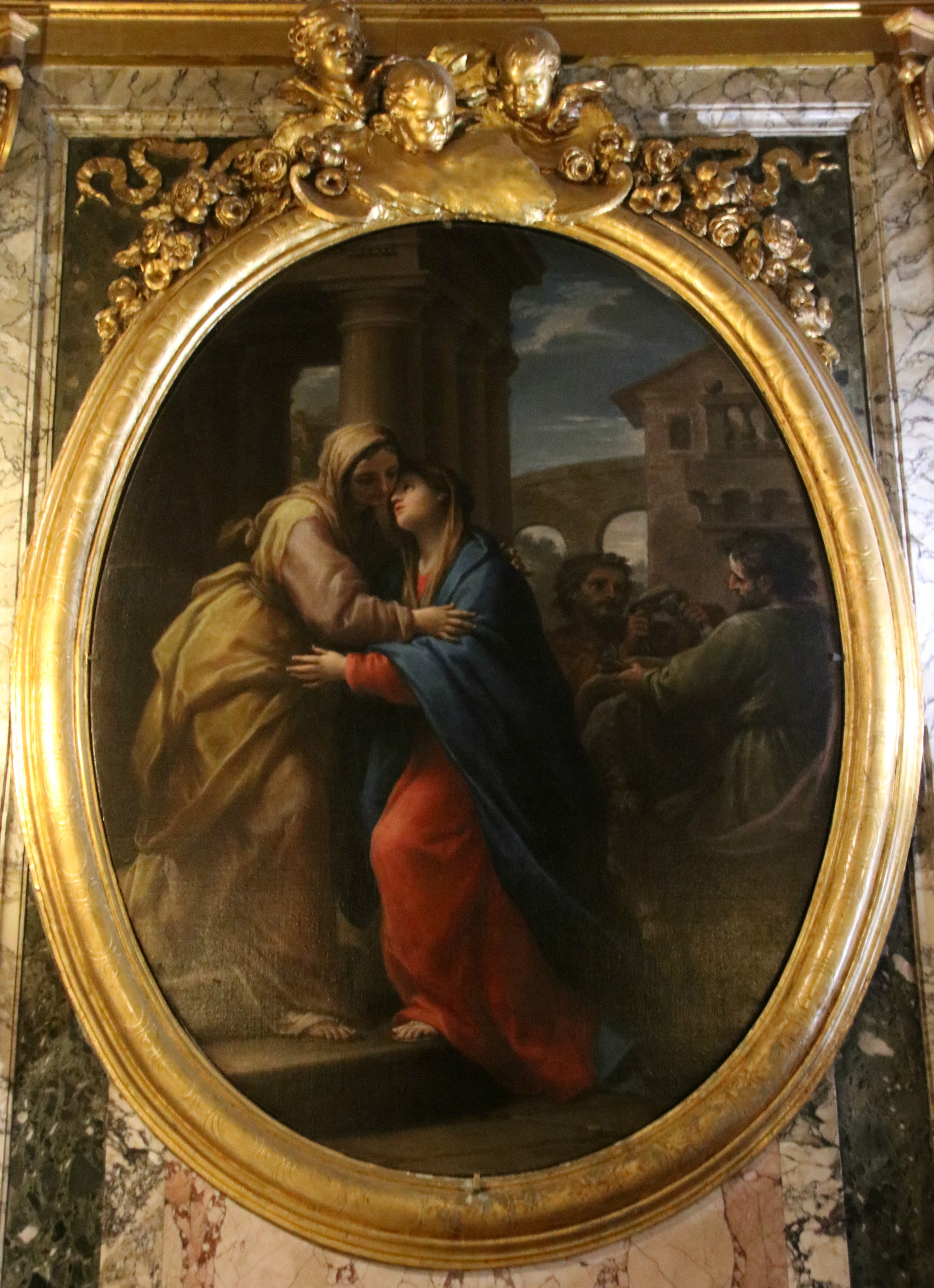
Francesco Mancini, Visitazione